# Lian Ross
Lian Ross, artistnamn för Josephine Hiebel, född 8 december 1962 i Hamburg är en tysk sångerska som var populär under främst 1980- och 1990-talen. Flera av hennes låtar är skrivna av Dieter Bohlen och därför påminner en del av hennes låtar om de som Modern Talking framförde. Bland hennes största hits märks Say You'll Never, Fantasy, Saturday Night, Scratch My Name och All We Need Is Love.